# Episodi di Le regole del delitto perfetto (sesta stagione)
La sesta e ultima stagione della serie televisiva Le regole del delitto perfetto, composta da 15 episodi, è stata trasmessa in prima visione negli Stati Uniti dal canale ABC dal 26 settembre 2019 al 14 maggio 2020.
In Italia, la stagione è andata in onda in prima visione satellitare su Fox, canale a pagamento della piattaforma Sky, dal 27 novembre 2019 al 22 luglio 2020. La trasmissione in lingua italiana dell'episodio Resta ha subito un ritardo a causa delle disposizioni di emergenza legate alla diffusione del coronavirus COVID-19, le quali hanno impedito temporaneamente il doppiaggio. L'episodio è stato comunque trasmesso nel suo slot originale il 25 giugno 2020 in lingua originale sottotitolata in italiano. In chiaro, la stagione viene trasmessa nella Svizzera italiana su RSI LA1 dal 19 agosto al 25 novembre 2020. Andrà anche in onda su Rai 4.
| nº | Titolo originale                                | Titolo italiano                              | Prima TV USA      | Prima TV Italia                                          |
| -- | ----------------------------------------------- | -------------------------------------------- | ----------------- | -------------------------------------------------------- |
| 1  | Say Goodbye                                     | Dite addio                                   | 26 settembre 2019 | 27 novembre 2019                                         |
| 2  | Vivian's Here                                   | Vivian è qui                                 | 3 ottobre 2019    | 4 dicembre 2019                                          |
| 3  | Do You Think I'm a Bad Man?                     | Credi che io sia un uomo cattivo?            | 10 ottobre 2019   | 11 dicembre 2019                                         |
| 4  | I Hate the World                                | Odio il mondo                                | 17 ottobre 2019   | 18 dicembre 2019                                         |
| 5  | We're All Gonna Die                             | Moriremo tutti                               | 24 ottobre 2019   | 8 gennaio 2020                                           |
| 6  | Family Sucks                                    | La famiglia fa schifo                        | 31 ottobre 2019   | 15 gennaio 2020                                          |
| 7  | I'm the Murderer                                | Sono io l'assassino                          | 7 novembre 2019   | 22 gennaio 2020                                          |
| 8  | I Want to Be Free                               | Voglio essere libera                         | 14 novembre 2019  | 29 gennaio 2020                                          |
| 9  | Are You the Mole?                               | Sei tu la talpa?                             | 21 novembre 2019  | 5 febbraio 2020                                          |
| 10 | We're Not Getting Away With It                  | Non la passeremo liscia                      | 2 aprile 2020     | 28 maggio 2020                                           |
| 11 | The Reckoning                                   | La resa dei conti                            | 9 aprile 2020     | 28 maggio 2020                                           |
| 12 | Let's Hurt Him                                  | Facciamogli del male                         | 16 aprile 2020    | 4 giugno 2020                                            |
| 13 | What If Sam Wasn't the Bad Guy This Whole Time? | E se Sam non fosse mai stato quello cattivo? | 30 aprile 2020    | 11 giugno 2020                                           |
| 14 | Annalise Keating Is Dead                        | Annalise Keating è morta                     | 7 maggio 2020     | 18 giugno 2020                                           |
| 15 | Stay                                            | Resta                                        | 14 maggio 2020    | 25 giugno 2020 (sottotitolato) 22 luglio 2020 (doppiato) |

## Dite addio
- Titolo originale: Say Goodbye
- Diretto da: Stephen Cragg
- Scritto da: Sarah L. Thompson

### Trama
In seguito alla scomparsa di Laurel e Christopher, Annalise viene a conoscenza mediante Tegan della morte di Emmett; per questo si ubriaca a tal punto da fare uso di sostanze stupefacenti e finire ricoverata in ospedale. A questo punto chiede aiuto a Bonnie, che la iscrive in un centro di riabilitazione a Malibù. Qui, utilizzando lo pseudonimo di Karen, Annalise, dopo un inizio particolarmente complicato dovuto anche alla scontrosità della donna nei confronti della terapista e degli altri pazienti, riesce ad aprirsi solo con Sally, una donna insoddisfatta della propria condizione di madre, a cui rivela la propria identità e anche di essere stata complice dell'insabbiamento del delitto di suo marito Sam. Se Oliver e Connor reagiscono alla scomparsa di Laurel e Christopher avendo dei rapporti sessuali, Michaela, stanca di essere continuamente abbandonata dalle persone che ama, si fa ripromettere da Gabriel che tra loro si instauri una relazione a lungo termine. Successivamente, Annalise trova la forza per rilasciare le proprie energie negative e, ritornata a Filadelfia, invita a casa propria i Keating Four a fare lo stesso. Intanto, dopo un'iniziale esitazione, Bonnie e Frank denunciano la scomparsa di Laurel e Christopher provocando l'avvio di un'indagine da parte della polizia e Frank recupera una chiave custodita dentro un portafoto di Laurel; Nate, invece, è convinto che Tegan sia coinvolta nella morte di Emmett, poiché in seguito alla stessa la donna viene promossa a socio dirigente di Caplan & Gold. Infine, Vivian, la madre di Gabriel ed ex moglie di Sam, arriva in città e riceve un messaggio anonimo che conferma il ritorno di Annalise e Asher rivela a Michaela che Annalise conosceva il suo padre biologico.
Flash-forward: presso una chiesa, si sta svolgendo il funerale di Annalise.
- Guest star: Kathleen Quinlan (Britt), Marsha Stephanie Blake (Vivian Maddox), Emily Bergl (Sally), William R. Moses (agente Kent Lanford), Christopher Darga (Victor), Ithamar Enriquez (Jeff Heby), Gita Reddy (Alia Bower).
- Ascolti USA: telespettatori 2 430 000 – share 18-49 anni 3%[4]

## Vivian è qui
- Titolo originale: Vivian's Here
- Diretto da: Mike Smith
- Scritto da: Michael Russo

### Trama
Una volta in città, Vivian ha un confronto con Annalise circa Sam e il rapporto della donna con suo figlio Gabriel. Intanto, giunti all'ultimo semestre universitario prima della laurea, Annalise ne approfitta per affidare a Connor e Asher il caso di Hector Diaz, un bambino di otto anni immigrato dal Messico, separato dalla madre e traumatizzato dai funzionari del dipartimento immigrazione. Alla fine Connor, anche grazie all'aiuto di Tegan, ottiene dal giudice che l'imputato venga temporaneamente dato in affidamento. Frank visita in cella Jorge Castillo, cercando senza successo di farsi dare informazioni su dove Laurel possa essere. Ritornato a Filadelfia, Frank realizza per merito di Annalise che la chiave ritrovata da lui apre una cassetta di sicurezza precedentemente di proprietà di Wes, che contiene al suo interno i fascicoli riguardanti Sam, Rebecca e tutto il resto. Fingendosi Wes, Frank ha accesso alla cassetta ma la trova vuota; scopre dunque da uno degli impiegati che l'ultima persona ad averla utilizzata è stata Laurel, prima di scomparire con Christopher. Nate scopre che Vivian sta collaborando con l'FBI e Bonnie, nel tentativo di ottenere illegalmente il file segreto relativo al crimine commesso da Vivian, viene licenziata dall'ufficio del procuratore distrettuale. A questo punto, Annalise ha un nuovo confronto con Vivian, durante il quale le riferisce che Gabriel ha ucciso il suo fidanzato che lei credeva morto di overdose. Infine, Michaela, per mezzo di Oliver, localizza l'istituto penitenziario dove è recluso il suo padre biologico ma, una volta lì, riceve la notizia che l'uomo è morto un anno prima a causa di un ictus. Frustrata, si reca da Annalise a cui esterna tutto il proprio rammarico.
Flash-forward: Michaela, visibilmente sconvolta, viene trattenuta dagli agenti dell'FBI dal momento che è stata rilevata una coincidenza tra le sue impronte digitali e quelle sull'arma del delitto. A questo punto la donna richiede un avvocato.
- Guest star: Esai Morales (Jorge Castillo), Marsha Stephanie Blake (Vivian Maddox), William R. Moses (agente Kent Lanford), Catherine Dent (avvocato Ford), Jennifer Jalene (agente Avery Norris), Jessica Marie Garcia (Rhonda Navarro), Kelly Coffield Park (Helen Bines), Natalia Del Riego (Marisol Diaz).
- Ascolti USA: telespettatori 2 560 000 – share 18-49 anni 3%[5]

## Credi che io sia un uomo cattivo?
- Titolo originale: Do You Think I'm a Bad Man?
- Diretto da: Catriona McKenzie
- Scritto da: Daniel Robinson

### Trama
Nel tentativo di svincolarsi dal senso di colpa di averle tenuto nascosta la verità su suo padre, Annalise cede a Michaela il caso di una donna accusata di aver aiutato il marito a compiere una rapina. Nonostante la studentessa sia determinata a ottenere l'annullamento del risarcimento richiesto alla sua cliente, il caso si rivela più complicato del previsto e Michaela è costretta a chiedere aiuto ad Annalise e, così facendo, ottiene un'importante vittoria. Nel frattempo, Connor si reca in Maryland con Hector, affinché la madre Marisol firmi i documenti relativi alla pratica di asilo per il figlio. Tuttavia, i due vengono trattenuti dai funzionari dell'ufficio immigrazione; dunque Connor si affida a Bonnie, che riesce a garantirsi l'accesso all'ufficio del direttore, e Tegan, che convince lo stesso a rilasciare i suoi clienti dopo essersi messa in contatto con Cora Duncan, sottosegretario Intelligence del Dipartimento di Sicurezza Interna, sua moglie. Avendo fatto una buona impressione su Tegan in Maryland, Bonnie, che segretamente collabora con Nate, ottiene un impiego presso Caplan & Gold. Gabriel riceve dalla madre Vivian delle registrazioni contenenti le sedute di terapia condotte da Sam, e fa sentire a Michaela una in particolare con Annalise durante la quale la donna ammette che in realtà l'avvocato dell'allora suo cliente ne aveva messo incinta la moglie. Frank, riuscendo a corrompere il tassista che aveva accompagnato Laurel appena uscita dalla banca prima di sparire, si procura l'indirizzo del nascondiglio dove Laurel e Christopher sono stati portati e lì incontra Xavier Castillo. Infine, Nate, che aveva suggerito all'FBI di indagare su Tegan, viene a sapere del ritrovamento di alcune prove che dimostrerebbero la non colpevolezza di Miller nell'omicidio del padre, ma in cambio gli agenti chiedono il suo aiuto per chiudere il caso riguardante Annalise.
Flash-forward: contemporaneamente a Michaela, gli agenti dell'FBI interrogano anche Connor il quale, nel momento in cui gli viene mostrata una foto ritraente l'informatore deceduto, subisce un forte attacco di panico.
- Guest star: Tom Verica (Sam Keating), Marsha Stephanie Blake (Vivian Maddox), William R. Moses (agente Kent Lanford), Nora Dunn (giudice Lily Nanjani), Gerardo Celasco (Xavier Castillo), Eve Gordon (Polly Gibson), Jennifer Jalene (agente Avery Norris), Alexandra Grey (Brandi Greene), Natalia Del Riego (Marisol Diaz), John Bain (avvocato Richt), Quei Tann (Peyton Osborn), Robert Mammana (Adrian Mayfield), Nick Gracer (Felix Miche).
- Ascolti USA: telespettatori 2 230 000 – share 18-49 anni 5%[6]

## Odio il mondo
- Titolo originale: I Hate the World
- Diretto da: Scott Printz
- Scritto da: Matthew Cruz

### Trama
Tegan, Annalise e gli studenti della clinica si occupano del caso di Heidi Turpin, la sviluppatrice di una nota app di incontri accusata di discriminazione da parte di un uomo disabile. Durante la lavorazione al caso, che viene vinto dallo studio legale, l'avvocato di Heidi, Robert Hsieh, flirta con Annalise fino a ottenere dalla stessa un appuntamento nonostante un'iniziale riluttanza da parte della donna che presume si tratti di un infiltrato dell'FBI. Nate, grazie all'aiuto di Bonnie, scopre che Tegan possiede alcune azioni di una società intestata a Laurel e per questo consegna le prove all'FBI. Oliver salta costantemente il lavoro e inizia a drogarsi, ma viene richiamato da Tegan che minaccia di licenziarlo; in seguito, il ragazzo propone a Connor un ménage à trois con un ragazzo conosciuto su Internet. Asher, nel tentativo di organizzare un appuntamento online, si ritrova in casa la sorella Chloe che aveva precedentemente tentato di mettersi in contatto con lui. Michaela, insieme a Gabriel, si reca a New York per prendere parte a una conferenza tenuta dal suo padre biologico, Solomon Vick, un eminente uomo d'affari. Tuttavia, Gabriel, che continua ad ascoltare le cassette riguardanti le sedute tra Sam e Annalise, si dimostra assente nei confronti della fidanzata e per questo Michaela lo manda via. La donna accetta, infine, di avere un confronto con il padre dopo che questi ammette di averla riconosciuta. Bonnie comunica a Tegan di aver frugato tra i suoi documenti del divorzio e le consiglia di non firmarli perché essi comporterebbero la perdita delle azioni nella società di proprietà di Laurel; Tegan, tuttavia, si convince a chiamare Cora per dichiararle di essere pronta. A questo punto Bonnie inizia a dubitare di Nate e, durante il loro incontro, un Frank gravemente ferito viene lasciato davanti a casa di Bonnie dai sicari dei Castillo.
Flash-forward: mentre gli agenti dell'FBI chiedono disperatamente l'intervento dell'ambulanza per Connor, Michaela, che si trova nella stanza a fianco, inizia a piangere e urlare preoccupata per lo stato di salute dell'amico.
- Guest star: Tom Verica (Sam Keating), Ray Campbell (Solomon Vick), Kelen Coleman (Chloe Millstone), François Chau (avvocato di Carl), William R. Moses (agente Kent Lanford), Heather Mazur (Heidi Turpin), Cas Anvar (Robert Hsieh), Tobias Forrest (Carl), Jennifer Jalene (agente Avery Norris), Katie Walder (Kelly Bryce), Dijon Talton (Ravi).
- Ascolti USA: telespettatori 2 100 000 – share 18-49 anni 2%[7]

## Moriremo tutti
- Titolo originale: We're All Gonna Die
- Diretto da: Félix Enríquez Alcalá
- Scritto da: Sara Rose Feinberg

### Trama
Frank, malconcio a causa delle torture subite dai sicari di Xavier Castillo, viene trasportato d'urgenza in ospedale, dove però entra in coma a causa di una grave emorragia.
Chloe, la sorella di Asher, chiede al fratello di tornare a casa perché preoccupata che la madre, che non esce di casa da mesi, possa decidere di suicidarsi. Per convincerlo, gli comunica anche che era stata la madre e non il padre a intimare i genitori di Tiffany, la ragazza stuprata dal gruppo di amici di Asher durante una festa, a far cadere le accuse nei suoi confronti. Tegan riceve la visita della moglie Cora e, seppur esterni a quest'ultima di esserne ancora innamorata, non viene ricambiata e per questo accetta a malincuore di firmare i documenti del divorzio. Annalise convoca i Keating Four e li avverte delle condizioni di Frank; a questo punto Oliver ammette davanti a tutti di aver aiutato l'uomo nel tentativo di trovare Laurel e questa situazione provoca una crisi con Connor. Parallelamente, riascoltando le cassette contenenti le sedute di terapia con Sam, Annalise realizza di essere stata lei a sedurlo e di averlo preferito a Eve in quanto rappresentava la personificazione di un tipo di vita normale che sognava sin da bambina. Michaela e il padre Solomon hanno modo di confrontarsi nuovamente e la ragazza, non percependo realmente l'affetto che si aspettava di ricevere dall'uomo, riscuote da lui un assegno bianco e ritorna a Filadelfia. Dunque viene aggiornata dagli amici rispetto a quanto accaduto a Frank che, nel frattempo, si risveglia dal coma e rivela a Bonnie il suo amore oltre ad aver scoperto che Annalise ha aiutato Laurel a scomparire, sebbene la donna lo neghi. Sempre Frank quella stessa notte aveva scoperto che non era stata Laurel a svuotare la cassetta di sicurezza di Wes presso la banca, ma una donna dalla fisionomia simile, mandata da Xavier (il quale infatti aveva chiesto a lui, Frank, di aiutare a trovare la sorella). Infine, Annalise apprende che il misterioso conto di 208.000 dollari in suo possesso depositato presso la Banca Nazionale delle Bermuda, la stessa utilizzata dai Castillo per gestire i propri conti "offshore", è stato recentemente svuotato e per questo contatta Salomon chiedendogli di ripagare il debito che le deve.
Flash-forward: Tegan, per conto di un suo cliente sospettato, raggiunge la scena del crimine dove è stato commesso l'omicidio dell'informatore, avvenuto presso l'abitazione di Asher e Gabriel.
- Guest star: Tom Verica (Sam Keating), Ray Campbell (Solomon Vick), Kelen Coleman (Chloe Millstone), Mercedes Mason (Cora Duncan), Gerardo Celasco (Xavier Castillo), Jennifer Parsons (Lydia Millstone), Maahra Hill (dott.ssa Cundey), Dijon Talton (Ravi), William R. Moses (agente Kent Lanford).
- Ascolti USA: telespettatori 2 250 000 – share 18-49 anni 3%[8]

## La famiglia fa schifo
- Titolo originale: Family Sucks
- Diretto da: Laura Innes
- Scritto da: Vanessa James Benton

### Trama
Solomon giunge a Filadelfia e Annalise convince Michaela a incontrarlo presso casa propria. In cambio la Keating pretende che l'uomo, con il quale aveva avuto in passato anche una relazione, le procuri una nuova identità per sparire come accordo per aver tenuto nascosto il segreto riguardante Michaela così a lungo.
Bonnie incarica Oliver di prendersi cura di Frank, il quale riceve la visita di Annalise che, preoccupata che Bonnie possa tentare il suicidio, sequestra gli antidolorifici presenti nella stanza affinché l'uomo possa tenerla sempre d'occhio. Dopo aver saputo che Xavier è in possesso della cassetta di sicurezza di Wes, Annalise propone ai Keating Four di richiedere un ordine restrittivo contro tutta la famiglia Castillo e li incarica di scrivere la richiesta di ordinanza e di elencare i crimini da loro commessi, inclusa la scomparsa di Laurel. Una volta ottenuta l'ordinanza dal giudice, Annalise intima i propri studenti di distruggere i propri cellulari. Tegan, grazie a Cora, scopre che Nate la ritiene coinvolta nella morte del padre ma, nonostante i due abbiano un confronto diretto, Nate continua a non crederle; la donna intuisce che Bonnie era complice di Nate e per questo la licenzia e successivamente propone a Nate di intraprendere una causa civile contro l'ufficio del Procuratore e le guardie. Bonnie e Frank intanto vagheggiano l'idea di scappare insieme in Oregon, sebbene Bonnie precisi di non aver superato ancora la morte di Miller. Dopo una serie di incontri con il padre, Michaela si convince a chiudere definitivamente con l'uomo e si sbarazza anche dell'assegno che le era stato donato; inoltre, si riavvicina ad Asher, che nel frattempo ha un nuovo diverbio con la madre che continua a incolparlo per la morte del padre. Connor, desideroso di capire il motivo per cui sia entrato a far parte dei Keating Five, scopre da Bonnie di essere stato scelto dalla stessa per il saggio d'ammissione che aveva scritto. Infine, Annalise riceve una busta contenente dei passaporti falsi e un telefono cellulare.
Flash-forward: Asher, visibilmente sconvolto e con la camicia sporca di sangue, si reca a casa di Bonnie in cerca del suo aiuto.
- Guest star: Ray Campbell (Solomon Vick), Mercedes Mason (Cora Duncan), Kelen Coleman (Chloe Millstone), Spencer Garrett (Alexander Ballast), Jennifer Parsons (Lydia Millstone), Chuti Tiu (giudice Alyssa Gage).
- Ascolti USA: telespettatori 2 160 000 – share 18-49 anni 2%[9]

## Sono io l'assassino
- Titolo originale: I'm the Murderer
- Diretto da: Lily Mariye
- Scritto da: Laurence Andries

### Trama
Annalise, convinta da Gabriel, accetta di occuparsi di un caso di giustizia riparativa: il cliente in questione è David Golan, un insegnante che ha sparato accidentalmente e ucciso uno dei suoi studenti perché aveva scoperto della propria omosessualità. Nonostante convincano i nonni della vittima, Ryan Fitzgerald, ad ascoltare le scuse da parte dell'imputato, la Procura rispetta gli accordi originali del patteggiamento e stabilisce che l'imputato debba scontare come pena venticinque anni di detenzione. Anche se Gabriel mostra delusione per l'esito, Annalise e il suo cliente accolgono il verdetto. Sempre Annalise accetta un secondo appuntamento con l'avvocato Robert Hsieh, al quale permette anche di avvicinarsi fisicamente. Ancora prima, Tegan propone ad Annalise di aiutare lei e Nate a intentare una causa per omicidio colposo contro lo Stato denunciando il governatore Birkhead. A questo punto, preoccupata che la verità su Miller possa emergere, Annalise ordina a Frank di spaventare Tegan a tal punto da convincerla ad abbandonare il caso. Frank dunque inserisce nella vettura della donna una chiavetta contenente delle fotografie ritraenti Cora, facendole credere si tratti di una minaccia da parte di Xavier. Tegan rinuncia al caso, ma Bonnie è determinata ad aiutare Nate e per questo decide di occuparsene personalmente. Il governatore Birkhead ordina a Xavier di procurarle un fascicolo contenente tutte le informazioni relative a Bonnie; poco dopo, Xavier contatta una donna, la stessa che aveva bussato alla porta di Annalise con il falso pretesto di aver sbagliato appartamento, di cui si serve per ottenere i documenti necessari. Infine, mentre Asher e Gabriel si scontrano fisicamente a causa di Michaela, Connor rivela per la prima volta a Oliver la verità sulla morte di Sam, ammettendo di aver egli stesso fatto a pezzi il cadavere di Sam.
Flash-forward: Oliver, giunto al distretto di polizia, confessa davanti ai presenti di essere l'assassino, nonostante Frank avesse cercato di dissuadere il ragazzo dal farlo.
- Guest star: Laura Innes (governatore Lynne Birkhead), Beverly Todd (Donna Fitzgerald), Sam Anderson (Thomas Fitzgerald), Reed Diamond (David Golan), Cas Anvar (Robert Hsieh), Gerardo Celasco (Xavier Castillo), Michael Bofshever (giudice Mitchell Sabarski), Mercedes Mason (Cora Duncan), Quei Tann (Peyton Osborn), Deborah Levin (Sara Gordon), Alison Martin (signora Maloney).
- Ascolti USA: telespettatori 2 210 000 – share 18-49 anni 2%[10]

## Voglio essere libera
- Titolo originale: I Want to Be Free
- Diretto da: Alrick Riley
- Scritto da: Hadi Nicholas Deeb

### Trama
Bonnie è costretta a rinunciare al caso di omicidio colposo di Nate Lahey Sr. nel momento in cui viene dimostrato il conflitto d'interessi nel caso vista la relazione della donna con Miller. Al suo posto subentra Tegan, la quale chiama a testimoniare il governatore Birkhead essendo in possesso di una fotografia scattata dalla telecamera stradale che ritrae l'auto ufficiale del governatore fuori la residenza di Miller. Tuttavia, la Difesa dimostra che è stata l'assistente della Birkhead ad averla utilizzata quel giorno per incontrare un amico che abita nei pressi del palazzo dove viveva Miller. Successivamente, anche Bonnie viene chiamata a testimoniare e dichiara di aver ricevuto una soffiata anonima da parte di Paula Gladden, una delle guardie di turno la notte in cui Nate Lahey Sr. è stato ucciso. Quella stessa sera, i freni dell'auto di Bonnie vengono manomessi e la donna ha un incidente stradale ed è dunque costretta a essere ricoverata in ospedale. Ormai messi alle strette, Annalise e Frank concordano nel rendere pubblica la verità sull'omicidio che avevano in precedenza preferito omettere per proteggere Bonnie e Nate e per questo motivo Frank costringe la Gladden a rivelare che il mandante dell'omicidio è stato Xavier Castillo e che Miller aveva tentato senza successo di impedire che il piano venisse attuato. Bonnie ne resta sconvolta al punto da allontanare Frank nel momento in cui questi la visita in ospedale. Oliver recupera le domande di ammissione presentate da Connor, Michaela e Asher e gliele legge per far loro ritrovare la motivazione necessaria a completare il loro percorso di studi. Connor risulta infastidito dall'atteggiamento del marito perché crede che stia cercando di compensare a quanto rivelatogli circa il proprio coinvolgimento nella morte di Sam; nel frattempo, Michaela respinge il corteggiamento di Asher, che vorrebbe riprendere la loro relazione, perché sente l'esigenza di restare single.
In occasione dell'ultimo esame di diritto penale prima della laurea, Annalise sottopone ai propri studenti un caso che risulta essere particolarmente calzante con le vicende accadute ai Keating Four: la cliente in questione, Biancaneve, una ragazza ricca ma con problemi psicologici, viene accusata insieme ai Sette Nani di concorso nell'omicidio della propria matrigna, la Regina. La Keating precisa che lo studente che presenterà la difesa migliore, sarà premiato con un assegno di 64.000 dollari offerto da Caplan & Gold. L'unico in grado di risolvere l'arduo compito è Asher, che intuisce che la Regina abbia inscenato la propria morte.
Flash-forward: Annalise si convince a cambiare identità e, dopo aver cancellato i dati dal proprio hard disk e preso i soldi e i documenti necessari, si dirige fuori dalla propria abitazione dove ad attenderla c'è una vettura pronta a trasferirla in un punto prestabilito.
- Guest star: Laura Innes (governatore Lynne Birkhead), Tess Harper (Sheila Miller), Alex Fernandez (Harold Chavez), Cas Anvar (Robert Hsieh), Tim Russ (giudice Kofi Bonaparte), Teya Patt (Paula Gladden), Quei Tann (Peyton Osborn), Deborah Levin (Sara Gordon).
- Ascolti USA: telespettatori 2 280 000 – share 18-49 anni 2%[11]

## Sei tu la talpa?
- Titolo originale: Are You the Mole?
- Diretto da: Stephen Cragg
- Scritto da: Maisha Closson

### Trama
Annalise convoca tutti i propri studenti a cui pronuncia un ambiguo discorso di commiato a ventiquattr'ore dalla cerimonia di laurea. Tornati a casa, Asher, Michaela e Connor vengono accolti da Oliver che ha comprato per tutti dei funghi allucinogeni al fine di alleggerire la tensione accumulatasi negli ultimi tre anni. Quella stessa sera, Annalise prende parte insieme a Tegan alla festa dei laureandi e scopre attraverso il notiziario che un informatore anonimo ha fornito all'FBI nuove prove che incriminerebbero Annalise di alcuni casi di omicidio in precedenza archiviati. Sconvolta, Annalise ritorna a casa propria dove ha un duro confronto verbale con Nate; quest'ultimo le consegna anche i fascicoli di Denver che Annalise provvede a distruggere. Intanto, Frank realizza che Gabriel si è recato al dipartimento di polizia e per questo si introduce nella sua abitazione e lo minaccia di morte. Sotto effetto di sostanze stupefacenti, i Keating Four ricevono inaspettatamente una chiamata da parte di Laurel che si limita a informarli di essere al sicuro insieme al piccolo Christopher e di essere stata aiutata a sparire da Tegan e Asher propone a Michaela di sposarsi affinché possano godere dell'immunità coniugale in caso di un eventuale arresto. Dai discorsi successivi di Asher, che continua ad accusare persone diverse di essere informatori dell'FBI, i ragazzi, in particolare Michaela, intuiscono che l'informatore dell'FBI è invece proprio Asher: questi prova a negare, ma poi si arrende e ammette la verità. Oliver, sconvolto, lo colpisce con un attizzatoio. Asher perde i sensi e cade a terra, mentre i compagni attraversano attimi di panico e di incertezza sul da farsi, finché il ragazzo si riprende e risulta aver riportato solo una brutta ferita sanguinante sulla nuca. Confessa agli altri di essere stato costretto a tradire dall'FBI, che minacciava di arrestare la madre perché a conoscenza dei crimini commessi dal padre quando questi era ancora in vita. Asher chiarisce anche che l'FBI è interessata ad arrestare Annalise e non i Keating Four, così propone loro di recarsi al dipartimento di polizia e chiedere agli agenti il suo stesso accordo. Poco dopo, Oliver perde di vista Asher, il quale, con la camicia sporca del suo sangue per il colpo ricevuto, esce dalla casa per recarsi da Bonnie, a cui racconta di essere stato ingiustamente accusato dai ragazzi di essere l'informatore dell'FBI. Bonnie si insospettisce e lo trattiene, mentre telefona a Frank e gli chiede di andare da lei a prendere Asher e riaccompagnarlo a casa sua. Più tardi, Connor e Michaela vengono arrestati perché accusati di aver commesso l'omicidio di Asher, trovato morto all'interno della propria abitazione, e per questo motivo vengono trasferiti presso il dipartimento di polizia. Infine, Annalise, dopo aver lasciato un messaggio nella segreteria del cellulare della madre, si convince a cambiare identità e, mentre si prepara al decollo, ripensa ad alcuni momenti fondamentali della sua vita.
Flash-forward: mentre si sta svolgendo il funerale di Annalise, tra i presenti c'è anche Wes Gibbins.
- Guest star: Cicely Tyson (Ophelia Harkness), Kelen Coleman (Chloe Millstone), William R. Moses (agente Kent Lanford), Jennifer Jalene (agente Avery Norris), Quei Tann (Peyton Osborn), Jennifer Parsons (Lydia Millstone), Joy Benedict (giornalista televisivo), Gita Reddy (Alia Bower), Karla Souza (Laurel Castillo), Alfred Enoch (Wes Gibbins).
- Ascolti USA: telespettatori 2 160 000 – share 18-49 anni 2%[12]

## Non la passeremo liscia
- Titolo originale: We're Not Getting Away With It
- Diretto da: Sheelin Choksey
- Scritto da: Tess Leibowitz

### Trama
Connor e Michaela vengono trasferiti alla centrale di polizia e interrogati separatamente dai federali, mentre Gabriel viene inizialmente considerato come un potenziale sospettato per la morte di Asher. Oliver, in un momento di scarsa lucidità, confessa agli agenti presenti nel dipartimento di essere il colpevole dell'omicidio di Asher. A questo punto si svolge l'udienza per la cauzione e, mentre Connor e Michaela si fanno difendere dagli avvocati ingaggiati dai rispettivi familiari, Oliver viene seguito da Bonnie che, anche grazie alla mancanza di prove a suo carico, ne ottiene il rilascio immediato. Dopodiché, a Connor e Michaela viene offerta la possibilità di ottenere una riduzione della pena a cinque anni in cambio di una testimonianza contro Annalise per avere commesso una serie di reati inclusi gli omicidi di Sam Keating, Caleb Hapstall, Emily Sinclair, i procuratori Denver e Miller e Rebecca Sutter anziché rischiare un'eventuale sentenza di ergastolo qualora avessero deciso di continuare con il processo. Entrambi accettano l'accordo, a patto che all'altro vengano garantite le stesse condizioni. Bonnie, nel frattempo, scopre che Tegan ha aiutato Laurel e Christopher a sparire grazie all'aiuto di un suo contatto in Messico dopo essere stata minacciata dalla ragazza. Frank si confronta con Tegan nel tentativo di ottenere maggiori informazioni, ma senza successo. Infine, Annalise, utilizzando lo pseudonimo di Justine, si ritrova in una sconosciuta località del Messico e incontra una misteriosa donna incaricata di accompagnarla in un posto maggiormente sicuro. Al momento di salire sulla vettura, però, Annalise ci ripensa e poco dopo viene arrestata della polizia messicana per volere dell'FBI, in grado di rintracciarla grazie alla complicità di Solomon.
Flashback: una volta fuggito da casa dei ragazzi, Asher si reca presso casa di Bonnie con l'obiettivo di estorcerle delle ammissioni di colpevolezza relativamente ai crimini passati da poter fornire all'FBI. Bonnie, tuttavia, intuisce che sia lui l'informatore e contatta Frank che scorta Asher fino a casa sua. Finalmente solo, dopo aver distrutto il proprio cellulare in preda a un momento di rabbia, Asher bussa alla porta di Gabriel offrendogli l'assegno di 64.000 dollari di Caplan & Gold in cambio di una telefonata.
- Guest star: Cynthia Stevenson (Pam Walsh), Ray Campbell (Solomon Vick), Lauren Bowles (vice procuratore federale Deanna Montes), D.W. Moffett (Jeff Walsh), Kelen Coleman (Chloe Millstone), William R. Moses (agente Kent Lanford), Kathleen York (giudice Martha Vitkay), Anne-Marie Johnson (Kendra Strauss), Arye Gross (avvocato di Connor), Jennifer Jalene (agente Avery Norris), Iyari Limon (attrice), Joe Lorenzo.
- Ascolti USA: telespettatori 2 910 000 – share 18-49 anni 3%[13]

## La resa dei conti
- Titolo originale: The Reckoning
- Diretto da: DeMane Davis
- Scritto da: Inda Craig-Galvan

### Trama
Annalise, riportata a Filadelfia, affronta l'udienza preliminare al termine della quale è costretta ad indossare una cavigliera elettronica per evitare che possa tentare di nuovo la fuga e parallelamente la madre Ophelia giunge in città. Grazie all'aiuto di Tegan, Annalise presenta un atto di peculiarità al giudice così da obbligare il vice procuratore Montes a permetterle di avere accesso a tutti i capi di accusa mossi nei suoi confronti. Dunque arriva a sospettare che Connor e Michaela abbiano firmato un accordo di immunità con i federali, motivo per cui li convoca a casa propria insieme a Oliver, anche se i ragazzi continuano a cooperare con i federali alle sue spalle. Annalise rivela a Bonnie di essere andata da lei la notte in cui è partita per il Messico, per portarla con sé, ma di non averla trovata. Bonnie risponde che non c'era perché era andata a casa di Annalise per avvisarla che Asher era un informatore dell'FBI. Inoltre, a partire dall'accusa di incendio doloso per aver bruciato la propria casa di infanzia provocando la morte di suo zio Clyde, Annalise intuisce che Nate abbia consegnato una copia dei fascicoli di Denver all'FBI e, insieme a Bonnie e Frank, pianifica la prossima mossa da fare. Infine, Gabriel, dopo aver contattato la madre Vivian in un atto di disperazione, si reca presso il dipartimento di polizia confessando di aver visto Laurel uccidere Asher. Dunque, l'agente Lanford invita ad unirsi alla conversazione il referente di Asher, l'agente speciale Denise Pollock; Gabriel riconosce in lei (che si rivela essere la stessa donna contattata da Xavier per il fascicolo su Bonnie e quella che aveva bussato alla porta dell'appartamento di Annalise fingendo di aver sbagliato) la reale artefice dell'omicidio e quindi si precipita ad avvisare della sua scoperta Connor, Michaela e Oliver.
Flashback: Asher, con il telefono di Gabriel, contatta la sorella Chloe a cui espone la propria situazione. La ragazza lo rassicura, promettendogli che a breve sarebbe giunta un'auto in suo soccorso col compito di trasferirlo in un luogo più sicuro. Quando però Asher poco dopo fa entrare in casa il suo contatto dell'FBI (l'agente Pollock), quest'ultima lo colpisce a morte appena si volta, usando l'attizzatoio sottratto dalla casa di Connor, Michaela e Oliver mentre Gabriel, attraverso lo spiffero della porta del proprio appartamento, assiste alla scena.
- Guest star: Cicely Tyson (Ophelia Harkness), William R. Moses (agente Kent Lanford), Kelen Coleman (Chloe Millstone), Lauren Bowles (vice procuratore federale Deanna Montes), Kathleen York (giudice Martha Vitkay), Deborah Levins (Sara Gordon / agente speciale Denise Pollock).
- Ascolti USA: telespettatori 2 780 000 – share 18-49 anni 3%[14]

## Facciamogli del male
- Titolo originale: Let's Hurt Him
- Diretto da: Janice Cooke
- Scritto da: Daniel Robinson e Matthew Cruz

### Trama
In seguito alle rivelazioni di Gabriel, Michaela consulta il proprio avvocato prima e Solomon poi e successivamente concorda con Connor nel dover mettere al corrente Annalise, motivo per cui i tre hanno un nuovo confronto nel quale i ragazzi finalmente ammettono di essere gli informatori e di aver firmato l'accordo di immunità perché minacciati dai federali. Intanto, durante una nuova udienza con il giudice finalizzata a proporre un'estensione degli arresti domiciliari di Annalise fino alla sede di Caplan & Gold, il vice procuratore Montes presenta una notifica di intenzione al fine di rendere il processo un caso di omicidio aggravato e richiedere la pena di morte nei confronti di Annalise. A questo punto Tegan propone ad Annalise di rivolgersi al cospetto del Dipartimento di giustizia e, per attirarne l'attenzione, Annalise è chiamata rilasciare un'intervista pubblica. Vivian torna in città e incontra Annalise, informandola della complicità dell'FBI nell'omicidio di Asher. Il Dipartimento di giustizia accetta di incontrare Annalise e Tegan per contestare la richiesta del vice procuratore e, messa alle strette, Annalise sfrutta la registrazione effettuata di soppiatto di quanto dichiarato da Connor e Michaela e, grazie ad essa, ottiene dalla commissione l'annullamento della richiesta di pena capitale nei suoi confronti. Frank, nel pedinare l'agente Pollock, rintraccia Xavier Castillo, che rapisce e tortura nel tentativo di carpire informazioni utili a scagionare Annalise. Successivamente, per volere di Annalise, lo affida a Nate a cui Xavier confessa di aver ucciso suo padre Nate Sr. in combutta con il governatore Birkhead perché soggiogati dal padre Jorge, che merita di pagare per i crimini da lui commessi. Seppur inizialmente esitante, Nate decide alla fine di ucciderlo, incurante delle raccomandazioni ricevute da Frank, che avrebbe voluto costringere Xavier a testimoniare nel processo contro Annalise. Infine, Vivian visita l'abitazione di Annalise e le manifesta di essere a conoscenza di un segreto riguardante Sam e sua sorella Hannah. 
- Guest star: Marsha Stephanie Blake (Vivian Maddox), Ray Campbell (Solomon Vick), William R. Moses (agente Kent Lanford), Lauren Bowles (vice procuratore federale Deanna Montes), Gerardo Celasco (Xavier Castillo), Cas Anvar (Robert Hsieh), Kathleen York (giudice Martha Vitkay), Anne-Marie Johnson (Kendra Strauss), Deborah Levin (Sara Gordon / agente speciale Denise Pollock), Robin Karfo (avvocato Reyes).
- Ascolti USA: telespettatori 2 810 000 – share 18-49 anni 3%[15]

## E se Sam non fosse mai stato quello cattivo?
- Titolo originale: What If Sam Wasn't the Bad Guy This Whole Time?
- Diretto da: Dawn Wilkinson
- Scritto da: Ricardo C. Lara

### Trama
Pur rimanendo il testimone chiave nel processo contro Annalise, Nate, una volta concordato con Frank che non si sarebbero sbarazzati del corpo di Xavier, convince per conto proprio l'agente Lanford a indagare sull'agente speciale Pollock, consegnandogli le prove in grado di dimostrare che la donna lavora per i Castillo e il governatore Birkhead. Effettivamente, Lanford decide di aprire un'indagine e riesce ad arrestare Pollock. Nel frattempo, Connor e Michaela vengono sottoposti a un nuovo interrogatorio da parte dei federali, che modificano i termini del loro accordo di immunità. Se Michaela rifiuta il compromesso, Connor accetta nel momento in cui l'agente Lanford minaccia che avrebbe accusato anche Oliver nel caso in cui si fosse rifiutato di testimoniare, ma decide di tacere la verità a Michaela. Vivian mette Annalise al corrente della relazione incestuosa che Sam e sua sorella Hannah avevano sviluppato sin da bambini, complice anche l'abbandono da parte dei loro genitori. A questo punto Annalise realizza che un'eventuale relazione tra Sam e la sorella le sarebbe di aiuto ai fini del processo, dal momento che l'indagine intrapresa dall'FBI era stata fortemente voluta da Hannah. Grazie all'aiuto di Tegan, e di un investigatore privato da lei assunto, scopre che Hannah si era assentata per oltre due mesi da scuola dal momento che era rimasta incinta. Avendo fatto effettuare un test del DNA, Annalise si accerta che dalla relazione incestuosa tra Sam e Hannah sia nato un figlio: si tratta di Frank. Annalise, dunque, lo comunica a Bonnie.
Flashback: dopo la morte del figlio che aspettava con Annalise, Sam riesce a mettersi in contatto con Vivian, che accetta di incontrarlo. In seguito a un rapporto sessuale, la donna, nel momento in cui intuisce quali siano le reali motivazioni che abbiano spinto Sam a riavvicinarsi a lei, lo manda via negandogli la possibilità di essere un padre presente per suo figlio Gabriel. Nello stesso periodo, Frank e Bonnie intraprendono una relazione, la quale viene però stroncata sul nascere dallo stesso Frank per volere di Sam, ritenendo che Bonnie si meriti di meglio.
- Guest star: Marsha Stephanie Blake (Vivian Maddox), William R. Moses (agente Kent Lanford), Deborah Levin (Sara Gordon / agente speciale Denise Pollock).
- Ascolti USA: telespettatori 2 770 000 – share 18-49 anni 3%[16]

## Annalise Keating è morta
- Titolo originale: Annalise Keating Is Dead
- Diretto da: John Terlesky
- Scritto da: Sarah L. Thompson e Tess Leibowitz

### Trama
Annalise decide di sfruttare la storia dell'incesto, minacciando Hannah di renderla pubblica se non testimonierà a suo favore nel processo; perciò incarica Bonnie di contattare l'avvocato dell'ex-cognata per accordarsi. Il processo ha inizio e Laurel, che aveva concordato con i federali di attenersi alla stessa versione di Connor e Michaela, viene chiamata a testimoniare il conflitto di interessi tra Tegan e Annalise che provoca la rimozione della prima come avvocato della seconda. Annalise accetta dunque di difendersi autonomamente. La Keating mette in atto diversi stratagemmi per screditare Michaela e Connor i quali, attenendosi all'accordo preso con l'FBI, testimoniano di essere stati presenti la notte in cui Wes ha ucciso Sam e di essere stati obbligati da Annalise a coprire il delitto da quest'ultima, amante di Wes.
Intanto, Hannah accetta la proposta di Annalise chiedendo in cambio che la donna si assuma pubblicamente la colpa per la morte di Sam una volta scagionata dai reati di cui è accusata; Annalise è combattuta sulla decisione da prendere, perché accettare l'accordo significherebbe porre fine alla propria carriera professionale. Nate visita Jorge Castillo in prigione e lo convince a testimoniare contro il governatore Birkhead nel momento in cui lo porta a credere che suo figlio Xavier sia stato ucciso dal governatore stesso. Parallelamente, il notiziario diffonde la notizia secondo cui il cadavere di Xavier sia stato ritrovato. Laurel viene convinta da Annalise e Frank a rivelare al cospetto del giudice di essere stata costretta a mentire dall'FBI sulla complicità della donna nell'omicidio di Sam. Al di fuori del tribunale, Connor viene a sapere da Laurel e Michaela che le ragazze hanno firmato con i federali un accordo di immunità che prevede la sola libertà vigilata, mentre lui è l'unico a dover in ogni caso scontare cinque anni in prigione. Pur avendo ottenuto un notevole vantaggio presso la giuria grazie alla dichiarazione di Laurel, Annalise accetta di firmare l'accordo voluto da Hannah dal momento che continua a ritenere la sua eventuale testimonianza fondamentale per vincere. Tuttavia, poche ore più tardi, Hannah viene trovata morta, apparentemente suicida all'interno della propria abitazione. Bonnie riporta la notizia ad Annalise manifestando anche il proprio timore che sia stato Frank ad ucciderla, a cui poco prima aveva rivelato il fatto che Hannah fosse sua madre.
- Guest star: Esai Morales (Jorge Castillo), Jamie McShane (procuratore generale Lennox), William R. Moses (agente Kent Lanford), Ray Campbell (Solomon Vick), Kathleen York (giudice Martha Vitkay), Marc Grapey (Floyd Bishop).
- Ascolti USA: telespettatori 2 690 000 – share 18-49 anni 5%[17]

## Resta
- Titolo originale: Stay
- Diretto da: Stephen Cragg
- Scritto da: Peter Nowalk

### Trama
Frank, dopo l'apparente suicidio della madre Hannah, minaccia di morte il suo avvocato, ottenendo da quest'ultimo una chiavetta USB contenente la registrazione di una chiamata tra Hannah e Xavier Castillo che dimostra la complicità della governatrice Birkhead nell'omicidio di Nate Lahey Sr.; Frank la consegna ad Annalise al fine di utilizzarla come prova per il processo per screditare la testimonianza della Birkhead. Ancor prima, anche Jorge Castillo viene chiamato a testimoniare, scagliandosi sorprendentemente a favore del governatore e accusando pubblicamente Tegan di essere stata l'informatrice che ha causato il suo arresto. Frank, dopo essersi congedato da Bonnie, offre a Gabriel 87.000 dollari per rifiutare di deporre contro Annalise in qualità di testimone a sorpresa, rivelandogli anche di essere stato obbligato da Sam a uccidere Lila. A Nate l'FBI offre un accordo di 20 milioni di dollari per ottenere la sua testimonianza, Nate sembra accettare, ma una volta al banco dei testimoni rivela l'offerta di denaro ricevuta e testimonia a favore di Annalise. Successivamente i due hanno un incontro chiarificatore durante il quale Nate approfitta per consegnare ad Annalise la confessione che Wes aveva depositato nella cassetta di sicurezza, finita in possesso di Xavier, a cui l'aveva sottratta mentre era prigioniero di Frank (e che aveva ucciso). A questo punto, prima del verdetto finale, Annalise decide di esporsi al cospetto della giuria senza filtri, confessando di essere stata una donna cattiva in passato, ma non un'omicida. L'arringa pronunciata dalla donna si rivela talmente convincente da provocare un verdetto di non colpevolezza da tutti i reati per cui era accusata. Nonostante l'insistenza di Oliver e Michaela, Connor si rifiuta di stipulare un nuovo accordo con l'FBI che gli risparmi il carcere, per cui al termine del processo viene arrestato, non prima di aver chiesto il divorzio ad Oliver per non rovinargli la vita, ma Oliver non firma le carte; Laurel invece offre a Tegan i diritti su una proprietà di valore multimilionario che il padre Jorge le aveva intestato chiedendole in cambio di usare le sue conoscenze per eliminare il pericolo per loro costituito da lui, che la ragazza ritiene essere stato anche il mandante dell'omicidio della madre (Jorge Castillo verrà infatti ucciso in carcere poco dopo). Mentre si sta svolgendo la conferenza stampa al di fuori del tribunale, Frank si fa spazio tra i presenti e spara alla governatrice Birkhead. L'immediato intervento delle guardie di sicurezza del governatore provoca la morte di Frank, mentre Bonnie, ferita accidentalmente da un colpo di arma da fuoco durante la sparatoria, perde la vita tra le braccia di un'Annalise sconvolta. (vedendo arrivare Frank con il viso sconvolto e quindi comprendendone subito le intenzioni, Bonnie si era precipitata verso di lui per impedirgli di sparare, senza riuscirci e rimanendo però coinvolta insieme a lui nella reazione armata da parte della scorta della governatrice Birkhead colpita).
Flash-forward: diverso tempo dopo dalle vicende accadute, si sta svolgendo il funerale di un'ormai anziana Annalise Keating, morta dopo una lunga vita vissuta pienamente. Eve Rothio, il primo vero amore di Annalise, pronuncia un toccante elogio funebre nei suoi confronti, alla presenza di Laurel, suo figlio Christopher e di Connor e Oliver, ancora insieme dopo tanti anni; Michaela, invece, dopo aver archiviato quella parentesi della sua vita ed essersi fatta strada nella carriera giuridica, non è presente alla cerimonia. Si vede infine Christopher Castillo entrare come docente di diritto penale nell'aula della Middleton University, ed esordire il primo giorno di lezione ripetendo il nome che quella che chiama la sua mentore (evidentemente Annalise Keating) aveva dato allo stesso corso quando la professoressa era lei: "How to Get Away with Murder".
- Guest star: Cicely Tyson (Ophelia Harkness), Karla Souza (Laurel Castillo), Alfred Enoch (Christopher Castillo), Esai Morales (Jorge Castillo), Laura Innes (governatore Lynne Birkhead), William R. Moses (agente Kent Lanford), Jamie McShane (procuratore generale Lennox), Kathleen York (giudice Martha Vitkay), Gwendolyn Mulamba (Celestine Harkness), Gerardo Celasco (Xavier Castillo), Marc Grapey (Floyd Bishop), Gita Reddy (Alia Bower), Famke Janssen (Eve Rothio).
- Ascolti USA: telespettatori 3 200 000 – share 18-49 anni 5%[18]